# استیو کلارک (فوتبال)
استیو کلارک (انگلیسی: Steve Clark؛ زادهٔ ۱۴ آوریل ۱۹۸۶) یک بازیکن فوتبال اهل نروژ است.